# Sundasciurus steerii
Sundasciurus steerii es una especie de roedor de la familia Sciuridae.

## Distribución geográfica
Es endémica del sur de la isla de Palawan e islas adyacentes (Filipinas).

## Hábitat
Su hábitat natural son: zonas tropicales o subtropicales, de bosques áridos.